# Émile Benveniste
Émile Benveniste [bɛ̃venist] (* 27. Mai 1902 in Aleppo, Syrien als Ezra Benveniste; † 3. Oktober 1976 in Paris) war ein französischer Sprachwissenschaftler auf den Gebieten der Allgemeinen Linguistik, der vergleichenden indoeuropäischen Sprachwissenschaft und der Iranistik. Bekannt wurde er unter anderem durch sein Konzept der Delokution. Er lehrte von 1927 bis 1969 an der École pratique des hautes études vergleichende Grammatik und iranische Sprachen und hatte von 1937 bis 1969 den Lehrstuhl für vergleichende Grammatik am Collège de France inne.

## Leben
Émile Benveniste wurde im syrischen Aleppo (damals Teil des Osmanischen Reichs) in eine sefardisch-jüdische Familie geboren. Der Vater Mathatias Benvenisti kam aus Smyrna (Izmir) in der Türkei, die Mutter Marie Malkenson aus Wilna (Vilnius) in Litauen. Beide Eltern waren Lehrer und später Direktoren der Schule der Alliance Israélite Universelle. Auf Wunsch der Eltern ging er 1913 nach Frankreich, wo er das Rabbinerseminar Séminaire israélite de France in Paris besuchte. Der Indologe Sylvain Lévi, der dort Vorlesungen hielt, erkannte jedoch seine außergewöhnlichen Fähigkeiten und machte ihn mit Antoine Meillet bekannt, der an der École pratique des hautes études (EPHE) vergleichende Grammatik und iranische Sprachen lehrte. Seinen Vornamen änderte Benveniste in Paris von Ezra in Émile.
Ein Jahr nachdem er sich an der Geisteswissenschaftlichen Fakultät der Universität von Paris (Sorbonne) eingeschrieben hatte, bestand er 1919 die Licence und im Jahr darauf – betreut von Joseph Vendryes – das Diplôme d’études supérieures in lettres classiques (klassische Sprachen, Literatur und Philosophie). An der EPHE hörte er neben Meillet und Lévi auch bei Louis Finot (Sanskrit), Émile Chatelain (lateinische Paläographie) und Jules Bloch (vergleichende Grammatik). 1922 erhielt Benveniste die Agrégation (Lehrbefugnis für höhere Schulen) in Grammatik. Anschließend unterrichtete er am Pariser Collège Sévigné. 1924 bekam er die französische Staatsbürgerschaft verliehen. Als Privatlehrer der Kinder des indischen Industriellen Ratanji Dadabhoy Tata verbrachte Benveniste 1924–25 ein Jahr in Pune. Seinen Militärdienst leistete er 1926–27 als Soldat der Infanterie in Französisch-Marokko. Mit einer Dissertation über die Grammatik des Sogdischen erhielt er 1927 das Diplom der EPHE.
Als Nachfolger seines akademischen Lehrers Antoine Meillet wurde der erst 25-jährige Benveniste directeur d’études (entspricht einem Professor) für vergleichende Grammatik und iranische Sprachen an der École pratique des hautes études. Mit zwei Schriften – über die Ursprünge der indoeuropäischen Nomenbildung und über den avestischen Infinitiv – erlangte er 1936 den Titel Docteur ès lettres. In die 1930er Jahre fällt der Beginn seiner Zusammenarbeit mit Jerzy Kuryłowicz. 1937 erhielt er am Collège de France den Lehrstuhl für Allgemeine Linguistik und Vergleichende Grammatik, den er parallel zu seiner Professur an der EPHE bis zu seiner Emeritierung 1969 innehatte. Ab 1963 war er Direktor des Iranistischen Instituts der Universität von Paris.
Im Auftrag der Generaldirektion für kulturelle Angelegenheiten der französischen Regierung unternahm Benveniste von Februar bis Oktober 1947 eine Forschungsreise durch den Iran und Afghanistan. Mit Förderung der Rockefeller-Stiftung unternahm er 1952 und 1953 Feldforschungen an der Westküste Kanadas und in Alaska zu den Sprachen der Haida und Tlingit sowie zu den Sprachen des Yukon-Territoriums.
Benveniste war in mehreren Gelehrtengesellschaften aktiv. Bereits 1920 wurde er in die Société de linguistique de Paris gewählt, von 1945 bis 1958 war er deren stellvertretender Sekretär und von 1959 bis 1969 ihr Sekretär. Ab 1921 war er Mitglied und von 1928 bis 1947 Sekretär der Société asiatique. 1959 wurde er Mitglied der Polnischen Akademie der Wissenschaften. Nach dem Tod seines einstigen Lehrers Joseph Vendryes wurde er 1960 als dessen Nachfolger in die Académie des Inscriptions et Belles-Lettres gewählt.
Benenistes Arbeitsgebiete waren die Erforschung der indogermanischen Sprachen, besonders die Iranistik, sowie die Allgemeine Linguistik. Er stand in der Tradition der französischen Sprachwissenschaft Antoine Meillets, die sich insbesondere auf Ferdinand de Saussure beruft. Eine Sammlung mit Benvenistes wichtigsten Aufsätzen zur allgemeinen Sprachwissenschaft trägt den Titel Problèmes de linguistique générale (Deutsch: Probleme der Allgemeinen Sprachwissenschaft).

## Hauptthesen

### Kritik an Saussures Konzept der Arbitrarität des Zeichens
In seinen Problemen entwickelt Benveniste Korrekturen an der Zeichentheorie Ferdinand de Saussures. Im Gegensatz zu Saussure hält Benveniste die Beziehung zwischen Signifikant und Signifikat und zwischen Signifikat und Referent eines sprachlichen Zeichens nicht für arbiträr, sondern für regelbestimmt. Signifikant und Signifikat hätten durchaus ein beiden gemeinsames Drittes, nämlich insofern beide Repräsentationen im menschlichen Verstand sind. Dort sind sie „konsubstantiell“, aus psychischer Notwendigkeit einander verähnelt. Folge man Saussure und postuliere, dass das Signifikat ein Konzept (etwa 'die Kuh') und der Signifikant das phonetische Muster („k-u“) repräsentiere, dann stelle sich die Frage nach der Arbitrarität gar nicht, da innerhalb des menschlichen Geistes beide Elemente nur jeweils eine Seite derselben Medaille beschrieben und daher notwendig verknüpft seien. Benvenistes Saussure-Interpretation wird in der neueren Literatur als verfehlt zurückgewiesen.

### Deixis und Subjektivität in der Sprache
Personalpronomina der 1. und 2. Person besitzen nur im Kontext einer einzelnen Äußerung einen tatsächlichen Referenten (sie sind „äußerungskontingent“). Dennoch haben sie in einem Sprachsystem auch Allgemeinheit: sie markieren Merkmale wie Subjektivität und Personalität; darin sind sie vor allen anderen sprachlichen Zeichen herausgestellt. Die Quelle der Subjektivität in der Sprache ist nach Meinung Benvenistes die Struktur der Pronomen insgesamt, die innerhalb des Lexikons über keine bestimmte Bedeutung verfügten, sondern nur in äußerungsabhängigen Kontexten. Die Pronomen der ersten und zweiten Person sind dabei in ihrer Funktionsweise wesentlich von denen der dritten Person verschieden: die ersteren nennt Benveniste deiktisch, die letzteren anaphorisch.

### Theorie der Äußerung
Deiktische Merkmale kennzeichnen nach Benveniste einen 'subjektiven' Sprachmodus, den persönlich gefärbten discours, gegenüber der 'objektiven' histoire. Die histoire erreicht diese Objektivierung, indem sie den Äußerungsinhalt (énoncé) vom Äußerungsakt (énonciation), also der personalisierbaren und deiktisch kontextualisierbaren Dimension einer Äußerung abstrahiert. Benveniste plädiert dafür, die Sprache nicht bloß als Sammlung von Zeichen und Zeichenverwendungsregeln zu betrachten, sondern immer zugleich auch als Aktivität der Kommunikation mit semantischem Gehalt.

## Wirkung
Benveniste untersuchte die Abhängigkeit der aristotelischen Kategorien von der griechischen Sprache. Die Kategorien, behauptete er, seien nicht ontologisch fundiert, sondern sie seien an grammatischen Strukturen des Griechischen abgelesen. Die philosophische Frage nach dem Sein habe mit der besonderen Bedeutung des Konzepts ‚Sein‘ in den indoeuropäischen Sprachen zu tun, denn in diesen Sprachen bedeute die Kopula zugleich ‚Existenz‘ und ‚Identität‘.
Benvenistes Diskurstheorie fand Resonanz in der Erzähltheorie (z. B. bei Gérard Genette) und in der Literaturtheorie, etwa bei Brooke-Rose, Barthes, Kristeva, Todorov und Harald Weinrich. Terry Eagleton nutzte die Unterscheidung von histoire und discours für seine Theorie des politischen Subtexts: énoncé und énonciation versuchten, sich aus politischen Gründen wechselseitig in den Hintergrund zu drängen.

## Schriften (Auswahl)
- Essai de grammaire sogdienne. Paris 1929.
- The Persian Religion According to the Chief Greek Texts. Paris 1929.
- Origines de la formation des noms en indo-européen. Paris 1935.
- Noms d’agent et noms d’action en indo-européen. Paris 1948.
- Problèmes de linguistique générale I. Paris 1966.
  - Probleme der allgemeinen Sprachwissenschaft. List-Verlag, München 1974.
  - Probleme der allgemeinen Sprachwissenschaft. Syndikat Autoren- u. Verl.-Ges., Frankfurt am Main 1977.
- Le vocabulaire des institutions indo-européennes. 2 Bände. Paris 1969.
  - Indoeuropäische Institutionen. Wortschatz, Geschichte, Funktionen. Campus, Frankfurt am Main/ New York 1993.
- Problèmes de linguistique générale II. Paris 1974.
- Baudelaire. Édition établie par Chloé Laplantine. Lambert-Lucas, Limoges 2011.
- Dernières leçons. Édition établie par J.-C. Coquet & I. Fenoglio. EHESS-Gallimard-Seuil, Paris 2012.
  - Letzte Vorlesungen. Collège de France 1968 und 1969. Hrsg. von Jean-Claude Coquet […]. Aus dem Französischen von Thomas Laugstien. Mit einem Vorwort von Julia Kristeva und einem Nachwort von Tzvetan Todorov. Diaphanes-Verlag, Zürich/ Berlin 2015, ISBN 978-3-03734-427-9.